# Criptobiologie
Criptobiologia este ramura biologiei, ce se ocupă cu studierea a organismelor vii și a fenomenelor naturale care sunt strâns legate de viață, despre a căror existență nu există probe conclusive și, care implicit nu pot fi studiate de ceilalți cercetători nefiind încadrate în sistemele de clasificare sau în taxonomia modernă. 
În principiu există două ramuri principale ale criptobiologiei, anume:
- criptozoologia
- Criptobotanica

Întrucât criptobiologia este considerată strâns legată de parapsihologie, este considerată adesea ca fiind o pseudoștiință.